# Décarbonation des transports en France
La décarbonation des transports en France est l'ensemble des mesures et des techniques permettant de réduire les émissions de gaz à effet de serre dans le secteur du transport en France. Il s’agit d’un des axes de la décarbonation de la France et un des défis de la neutralité carbone en 2050. Cela implique des reports modaux vers les modes de transports les moins émetteurs et des changements profonds dans chaque mode de transport motorisé.
Le secteur des transports est le premier contributeur aux émissions de gaz à effet de serre en France (32 % en 2022). Atteindre l'objectif de neutralité carbone suppose la mobilisation de tous les leviers d'action, tels que de nouvelles sources d'énergie, l'amélioration des performances des véhicules, la maîtrise de la croissance de la mobilité et le report vers le train, le vélo et les transports en commun.

## Descriptif du secteur

### Typologie et modes de transport
Le CITEPA chargé par le Ministère de la Transition écologique et solidaire de la réalisation des inventaires nationaux d'émissions de polluants atmosphériques et de gaz à effet de serre, décompose le secteur en cinq types de transports : ferroviaire, fluvial de marchandises, maritime domestique, autres navigations et aérien français.

#### Transport intérieur de marchandises
En matière de transport de marchandises, pour la première année depuis 2015, la part modale du transport ferroviaire augmente en 2021 (10,7 % du transport terrestre des marchandises en 2021, après 9,6 % en 2020 et 12,0 % en 2015), tandis que celle du transport routier diminue (87,3 % en 2021, après 88,4 % en 2020 et 85,6 % en 2015).

#### Transport intérieur de voyageurs
Avec 866,1 milliards de voyageurs-kilomètres en 2021, le transport intérieur de voyageurs rebondit de 9,6 %, mais demeure inférieur à son niveau d’avant-crise (- 13,1 % par rapport à 2019). Tous les modes de transport sont concernés. Le transport intérieur aérien, qui a connu une chute sans précédent de 55,4 % en 2020, rebondit de 39,3 % en 2021. Cette hausse ne lui permet cependant pas de retrouver son niveau d’avant-crise (- 37,9 % par rapport à 2019). Le constat est le même pour le transport ferroviaire de voyageurs (+ 33,9 % par rapport à 2020 mais - 22,7 % par rapport à 2019), le transport collectif urbain (+ 24,4 % par rapport à 2020 mais - 27,7 % par rapport à 2019) et les transports individuels en véhicules particuliers (+ 7,0 % par rapport à 2020 mais - 9,9 % par rapport à 2019).

### Typologie géographique
En France, environ 70 % des émissions sont imputables aux déplacements à courte distance; elles sont presque exclusivement dues à la voiture. 20 % de ces émissions sont émises à la campagne et 80 % dans les aires urbaines. Au sein des aires urbaines, les émissions peuvent se décomposer comme suit :
- 2 % dans les centres des métropoles
- 25 % pour les échanges entre le centre de la métropole et le reste de la métropole ou l'aire urbaine
- 15 % pour les échanges au sein du reste de la métropole
- 25 % pour les échanges entre le reste de la métropole et l'aire urbaine
- 33 % pour les déplacements dans l'aire urbaine (à l'exclusion de la métropole)

### Transport routier

#### Situation et évolution depuis 1960
Selon le CITEPA, 54 010 000 véhicules routiers étaient en circulation en 2021. Ce parc de véhicules se répartissait selon le type de type et de motorisation du véhicule comme suit : 
|                              | Diesel | Essence  | GPL   | GNV | électriques | Total     |
| ---------------------------- | ------ | -------- | ----- | --- | ----------- | --------- |
| Véhicules particuliers       | 22 809 | 17 832   | 35    | 3   | 319         | 40 998    |
| Véhicules utilitaires légers | 6 094  | 2 267    | 93,8  | 8   | 50          | 8 512,8   |
| Poids-lourds de marchandises | 835    | 0,5      |       | 0   | 0,14        | 835,64    |
| Bus et cars                  | 88     | 0        |       | 12  | 1           | 101       |
| Deux roues                   | 127    | 3354     |       |     | 82          | 3 563     |
| TOTAL                        | 29 953 | 23 453,5 | 128,8 | 23  | 452,14      | 54 010,44 |

L'évolution du parc de véhicules routiers par type de motorisation est présentée dans le graphique suivant.

Évolution du parc de véhicules routiers en France entre 1960 et 2021.

## Émission de gaz à effets de serre du secteur des transports
Pour un article plus général, voir Décarbonation des transports.

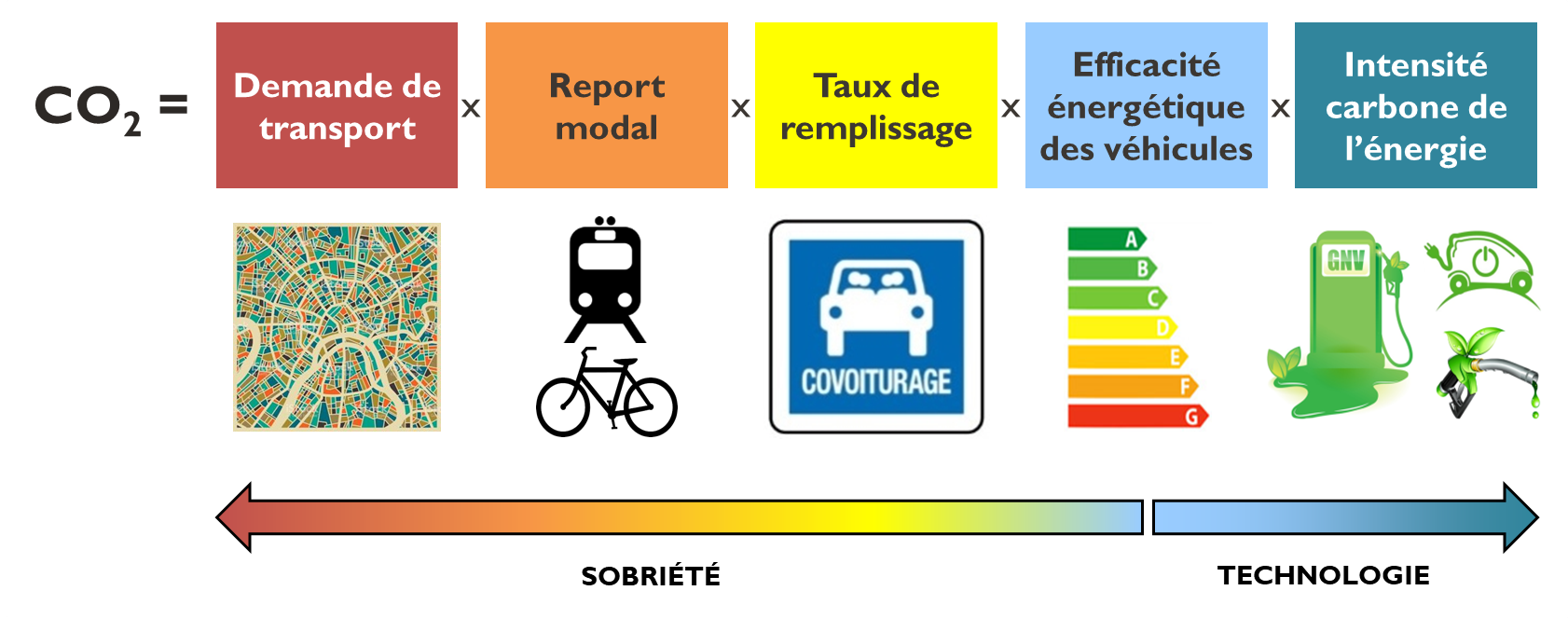
Décomposition en cinq leviers selon la méthode LMDI pour agir sur les émissions de dioxyde de carbone des transports.

La décarbonation des transports repose sur la demande de transport, le report modal, l’efficacité énergétique, le taux d'occupation ou de remplissage et l’intensité en carbone de l'énergie.
Les transports sont le premier poste d'émission de gaz à effet de serre par personne, avant l'alimentation, le logement, les achats et les services,. Le ministre des transports constate en 2025 que la décarbonation des transports en France avance à un rythme trop lent. Plutôt que d'interdire, il préfère proposer des « transports en commun plus nombreux, plus confortables ».  Pour le Citepa, le taux d'électrification des véhicules est trop faible. Le chercheur Aurélien Bigo montre que la principale explication dans l'évolution des émissions de CO2 réside dans l'augmentation du volume de transport.

### Évolution et part des transports dans les émissions de GES
Les émissions du transport routier ont connu une hausse depuis 1990 qui s’explique en grande partie par l’augmentation du trafic routier. La baisse observée en 2008 fait suite à un recours accru aux agro-carburants, à la mise en place du bonus/malus qui a permis d’accélérer le renouvellement du parc automobile par des véhicules moins énergivores et à la flambée des prix du carburant au cours du premier trimestre 2008. Entre et 2009 et 2019, les émissions totales du secteur des transports oscillent autour de 130 Mt. Pour l’aérien domestique, les émissions de CO2 ont connu un pic en 2000, une baisse de 2001 à 2015 puis ont de nouveau augmenté de 2016 à 2019. L’année 2020 a marqué une rupture nette avec un niveau historiquement bas des transports (114 Mt) du fait de la crise du Covid-19. Les émissions ont retrouvé, après un rebond en 2021 et 2022, un niveau d’émission proche du niveau d’avant crise (131 Mt). Pour ce qui concerne l’aérien international (départs et arrivées de la France), comptabilisé en dehors du total national, les émissions de CO2 ont connu une hausse quasi constante jusqu’en 2019 (19 Mt), avant, là aussi, la baisse record de 2020 (8 Mt) puis un rebond qui reste très partiel (11 Mt en 2022).
Depuis 1998, les transports constituent le premier poste contributeur aux émissions nationales de gaz à effet de serre. En 2021, les émissions des transports s’élèvent à 127,6 Mt CO2 éq, soit 31 % du total national (32 % estimés en 2022). Depuis 1990, les émissions de GES des transports ont augmenté de 1,9 % alors que l’ensemble des autres secteurs présentent une diminution de 30,5 %. L’évolution des émissions des transports se caractérise par deux grandes phases : une croissance moyenne annuelle des émissions de 1,1 % entre 1990 et 2005, puis une décroissance moyenne annuelle de 0,9 % entre 2005 et 2021.
On distingue la mobilité à courte distance de la mobilité à longue distance, ou « voyage » (voir Volume de transport en France : Définition). En 2019, en France métropolitaine, les habitants des zones rurales, qui représentent un tiers de la population, ont généré 48 % des émissions des déplacements du quotidien. Par ailleurs, le quart des ménages les plus aisés est à l'origine de 45 % des émissions dues aux « voyages »,.

Évolution des gaz à effet de serre émis par le secteur des transports en France entre 1990 et 2022.

### Répartition par mode de transport
| Sous-secteur                      | 2015  | 2016  | 2017  | 2018  | 2019  | 2020  | 2021  | 2022  |  | 1990-2021 | 2020-2021 | 2021-2022 (provisoire) |
| --------------------------------- | ----- | ----- | ----- | ----- | ----- | ----- | ----- | ----- |  | --------- | --------- | ---------------------- |
| Transport routier                 | 130,3 | 130,5 | 130,3 | 127,2 | 126,2 | 107,3 | 120,5 | 122,4 |  | 4 %       | 12 %      | 2 %                    |
| Transport ferroviaire             | 0,5   | 0,4   | 0,5   | 0,4   | 0,4   | 0,3   | 0,4   | 0,4   |  | -64 %     | 12 %      | -1 %                   |
| Transport fluvial de marchandises | 0,1   | 0,1   | 0,1   | 0,1   | 0,1   | 0,1   | 0,1   | 0,1   |  | -8 %      | 6 %       | 3 %                    |
| Transport maritime domestique     | 1,6   | 1,5   | 1,7   | 1,6   | 1,6   | 1,6   | 1,7   | 1,7   |  | 1 %       | 7 %       | -2 %                   |
| Transport autres navigations      | 1     | 1     | 1     | 1     | 1     | 1     | 1     | 1,1   |  | 57 %      | 0 %       | 9 %                    |
| Transport aérien français         | 4,4   | 4,6   | 4,7   | 4,9   | 5     | 3,1   | 3,8   | 4,7   |  | -9 %      | 23 %      | 25 %                   |
| Total Transports                  | 137,9 | 138,1 | 138,3 | 135,3 | 134,4 | 113,5 | 127,6 | 130,5 |  | 3 %       | 12 %      | 2 %                    |

#### Transport routier
Au 1er janvier 2022, 38,7 millions de voitures sont en circulation en France. Leur âge moyen est de 10,5 ans, en légère hausse par rapport à 2021. La part des voitures diesel thermique, à 55,2 %, diminue mais reste cependant majoritaire. Les motorisations électriques, hybrides rechargeables, bicarburation essence-GLP et hydrogène représentent au total 2,3 % du parc. Plus d’un tiers des voitures en circulation (34,5 %) ont un classement Crit’Air au moins égal à 3.
https://www.statistiques.developpement-durable.gouv.fr/387-millions-de-voitures-en-circulation-en-france-au-1er-janvier-2022
En 2021, le transport routier (120,5 Mt CO2 éq en 2021) est à l’origine de 94,9 % des émissions du secteur des transports. La majorité des GES des transports proviennent des voitures particulières des ménages (53 % en 2021, soit 66,4 Mt CO2 éq), des véhicules lourds, y compris bus et cars (27 % en 2021, soit 33,5 Mt CO2 éq) et des véhicules utilitaires légers (15 %, soit 18,4 Mt CO2 éq).
Entre 1990 et 2021, les émissions des voitures particulières sont restées stables tandis que celles des poids lourds ont crû de 15,1 % avec l’augmentation du transport de marchandises.

#### Transport aérien
En France en 2019, soit avant la crise sanitaire, l’aérien français (domestique et international) a permis à 180 millions de passagers de se déplacer depuis ou vers l’international, depuis ou vers les Outre-mers et en métropole, en prenant un total de 1,57 million de vols.
La route Paris-La Réunion fait partie du top 10 des routes les plus émissives au départ de l'Europe.

### Evolution des émissions de GES du transport routier selon le type de véhicules
En 2021, 74 % des émissions de GES des transports proviennent de véhicules à motorisation diesel. Au sein du parc de véhicules particuliers, le parc roulant (en véhicules x km) de véhicules diesel a été multiplié par trois depuis 1990, alors que celui des véhicules essence a été divisé par deux. Si les véhicules diesel représentent les deux tiers du parc roulant, depuis 2015, la circulation de ces motorisations diesel diminue (- 27 %) au profit des motorisations essence (+ 20 %). L’introduction d’agrocarburants contribue également à diminuer l’intensité en CO2 des carburants et participe ainsi à la diminution des émissions.

## Stratégie nationale
La stratégie nationale bas carbone (SNBC) est l'outil de pilotage pour animer et suivre la politique de décarbonation de l'économie française et de transformation de son modèle énergétique. Elle se décline pour chacun des 6 grands secteurs de l'économie, notamment les transports, et est actualisée tous les quatre ans.

### SNBC 1 (2015)

#### Leviers d'action
Dans le cas du transport routier, la décarbonation repose, outre la demande de transport, la part modale de l’automobile et l’efficacité énergétique,  sur le taux d’occupation des voitures et l’intensité carbone de l’énergie des moteurs. L'électrification du parc automobile est toutefois loin d’être suffisante pour atteindre les objectifs climatiques à horizon 2030, impliquant la nécessaire mobilisation des autres leviers : 
- la baisse des kilométrages parcourus, à travers l’autopartage ou encore l’aménagement des bassins de vie pour réduire les besoins de déplacement ;
- le report modal vers les mobilités douces et collectives ;
- l’amélioration de l’efficacité énergétique du parc existant, à travers un meilleur entretien des véhicules en circulation ou encore des équipements efficients, tels que les pneus à basse résistance ;
- la décarbonation du parc existant, à travers l’ajout supplémentaires de carburants liquides bas carbones (biocarburants de seconde génération et e-fuels) ;
- la hausse du taux d'occupation des véhicules, à travers le déploiement du covoiturage.

#### Objectifs
| Période   | en Mt éqCO2 |
| --------- | ----------- |
| 2015-2028 | 127         |
| 2019-2023 | 110         |
| 2024-2028 | 96          |

La contribution du secteur des transports à l’objectif national facteur 4 a été estimée à une réduction de 65 % des émissions de GES
entre 1990 et 2050.
À l’horizon du budget carbone 2023-2028, l’objectif indicatif de réduction de 22 % par rapport à 1990 est cohérent avec l’objectif 2050 précité, dans la mesure où il tient compte de l’inertie pour diversifier le mix énergétique du secteur (dominé par les combustibles liquides) qui exige des efforts de développement des motorisations alternatives et des infrastructures de recharge (bornes électriques, stations d’approvisionnement en gaz, ...) pour des impacts attendus beaucoup plus significatifs à l’horizon 2050 qu’à celui des budgets carbone.

### SNBC 2 (2019)

#### Objectifs et budgets carbone
| Période   | Décret 2020 | Réajusté 2023 |
| --------- | ----------- | ------------- |
| 2019-2023 | 128         | 132           |
| 2024-2028 | 112         | 129           |
| 2029-2033 | 94          | 126           |

L’objectif de décarbonation complète du secteur des transports terrestres à l'horizon 2050 est précisé dans l’article 73 de la loi d’orientation des mobilités. La loi Climat et Résilience vient en préciser la trajectoire pour 2040 et les objectifs intermédiaires pour 2030. Le rapport d'évaluation de la loi d’orientation des mobilités à l’horizon 2030 par rapport à 2017 mentionne les gains des mesures de ladite loi contribuant à la décarbonation estimés à 7,8 Mt éqCO2 (dont 6,1 Mt éqCO2 pour les voitures, et 1,7 Mt éqCO2 pour les véhicules 
utilitaires légers).
Les budgets carbone des périodes 2019-2023, 2024-2028 et 2029-2033 sont fixés dans le décret du 21 avril 2020 respectivement à 128, 112 et 94 Mt de CO2eq par an. Depuis la publication de ce décret, des changements méthodologiques ont été apportés à l’inventaire national des émissions de gaz à effet de serre, conduisant à arrêter en 2023 ces budgets carbone annuels ajustés à 133 Mt CO2eq (2019), 132 Mt CO2eq (2020), 129 Mt CO2eq (2021) Mt CO2eq et 126 (2022).

Stratégie nationale bas carbone (SNBC-2) dans le secteur des transports.

#### Suivi de la SNBC-2 (période 2019-2023)
Sur la période 2019-2022, les émissions des transports ont diminué de 1,3 Mt éqCO2/an en moyenne, ce qui est inférieur aux baisses attendues par la SNBC 2 sur les périodes 2019-2022 (-2,4 Mt éqCO2/an) et 2023-2030 (-3,9 Mt éqCO2/an, soit 3 fois le rythme moyen de 2019-2022). Pour respecter le Fit for 55, une baisse supplémentaire des émissions des transports en 2030 par rapport à la SNBC 2 doit être atteinte, allant de -4,9 à -6,7 Mt éqCO2/an en moyenne sur la période 2023-2030, soit 3,5 à 5 fois le rythme moyen de 2019-2022.

### Stratégie d'accélération: digitalisation et décarbonation des mobilités (2021)
Une stratégie d’accélération « Digitalisation et Décarbonation des Mobilités », dotée d’une enveloppe de 570 M€ du 4e Programme d’investissements d’avenir (PIA4), est lancée en 2021. Elle prévoit notamment de soutenir l’émergence de plusieurs objets structurants à travers différents appels à projets.

## Mesures dans le transport routier

### Véhicules particuliers

#### Fin de la vente des véhicules thermiques en 2035
L'interdiction dans l'Union européenne de la vente des véhicules thermiques en 2035, annoncée en octobre 2022, et le renforcement de la norme européenne pour baisser les émissions moyennes des voitures neuves de 55 % en 2030 (par rapport à 2021) constituent deux avancées majeures. Des constructeurs automobiles français sont toutefois circonspects face à cette annonce. Au Mondial de l'automobile 2022, ils ne cessent de répéter qu’il est très compliqué et coûteux de gérer en même temps le déclin du thermique et la montée en puissance de l’électrique, de l’hydrogène ou de la recherche sur les e-carburants. Surtout s’il faut continuer à investir dans le moteur thermique, car les normes européennes d’émission et de pollution (dites Euro VII) vont continuer à se durcir d’ici à 2035. En matière d'organisation, Renault, par exemple, se prépare à séparer ses activités thermiques et électriques, un changement radical.

#### Électrification des véhicules de transport routier
L’électrification des véhicules de transport routier fait l’objet de plusieurs actions. Le plan France 2030 prévoit de soutenir la fabrication de voitures électriques et de batteries en France. Diverses aides existent pour accompagner les particuliers dans l’acquisition de véhicules à faibles émissions. Des dispositions réglementaires encourageant le déploiement des bornes de recharge existent, ainsi que des objectifs de déploiement de véhicules électriques pour les particuliers et les grandes offres d’entreprises. L’articulation entre ces mesures et une vision intégrée du parc est cependant incomplète.
Baromètre national des infrastructures de recharge ouvertes au public 
https://www.ecologie.gouv.fr/sites/default/files/DGEC_Barometre-IRVE-Avere-France-MTE-GIREVE.pdf
104 723 points de recharge ouverts au public au 31 juillet 2023, soit 155 Points de recharge en moyenne pour 100 000 habitants

### Poids lourds
Les poids lourds sont pris en compte dans la stratégie nationale logistique. Elle concerne les poids lourds notamment à travers son objectif n°7 d’accélération de la décarbonation du transport routier. La planication présentée est alignée avec les engagements de la SNBC 2, avec une identication des besoins à prendre en compte, un cadrage temporel et une réflexion sur les financements à déployer.

### Vélo et covoiturage
Des plans pour le vélo et le covoiturage ont été publiés. Ces plans fixent des objectifs et prévoient des moyens financiers, notamment à travers des fonds publics. Politique économique (véhicules particuliers uniquement) L’appréciation des instruments de politique économique les plus structurants est faite pour le sous-secteur des véhicules particuliers seulement. Le cadre public est jugé crédible si les mesures de politique.

## Mesures dans le transport aérien
L’État et les filières sont liés à travers la mise en place d’un groupe de travail et de la publication de la feuille de route de décarbonation de l'aérien en février 2023, mais nien que ce document soit structuré, il n’est jugé  pas opérationnel par le Haut-conseil dans son rapport annuel de 2023. Les leviers de la décarbonation du secteur aéronautique sont : le progrès technologique, l’usage et le déploiement des énergies décarbonées, la maîtrise des opérations en vol et au sol et l’adaptation des infrastructures aux nouvelles technologies.

### Progrès technologique: l’avion bas carbone
L'industrie aéronautique française et européenne s’est engagée dans une démarche pionnière sur les technologies qui ont un fort potentiel de décarbonation du transport aérien : systèmes de propulsion à consommation réduite, aérostructures allégées, nouvelles configurations aérodynamiquement plus efficaces, systèmes permettant d’optimiser les opérations du point de vue des émissions de gaz à effet de serre, utilisation de l’hydrogène, etc. ).
Le futur de l’aviation générale et régionale – ne représentant qu’une part mineure du trafic aérien en France - reposera sur les technologies de propulsion électrique (soit grâce à des batteries électro-chimiques, soit grâce à des piles à combustibles fonctionnant à l’hydrogène) et les technologies hybrides (kérosène-électrique, en série ou parallèle). Pour les avions à hydrogène, seul un hydrogène renouvelable ou bas-carbone a du sens à des fins de décarbonation des activités aéroportuaires et du transport aérien.
Lors de la présentation du plan France 2030 en mars 2022, Emmanuel Macron annonce vouloir accélérer la décarbonation de l'industrie aéronautique et lancer le premier avion  « bas-carbone » dans moins de dix ans. A cet effet le Conseil pour la recherche aéronautique civile (CARAC) a programmé via le plan de relance un budget de 1,5 Md€ dans l’aviation dont 600 Millions sur 2022. Par ailleurs Clean Aviation est un partenariat public-privé entre la Commission européenne et l’industrie aéronautique européenne. 1,7 milliard d’euros seront financés par l’UE, le reste par les parties prenantes du secteur de l’aviation. Ces technologies devront permettre de déployer d’ici à 2035 de nouveaux avions dont les émissions seront de 30 à 50 % sont inférieures à celles des avions de 2022 et de remplacer 75 % de la flotte mondiale de l’aviation civile d’ici à 2050,.

### Usage et déploiement des énergies décarbonées
Les carburants d’aviation durables (biocarburants, électro-carburants ou e-fuel ou PtL (power to liquid) ou carburants de synthèse, électro-biocarburants ou E-BTL) peuvent d’ores et déjà être utilisés par les flottes d’appareils actuelles en mélange jusqu’à 50% avec le kérosène. On peut de plus espérer qu’ils soient utilisables jusqu’à 100% à l’horizon 2030. L’hydrogène est un candidat potentiel au remplacement du kérosène parce qu’il présente des caractéristiques énergétiques élevées, mais sa faible densité, même sous forme liquide, limitera au moins dans un premier temps son utilisation à des avions de types régionaux ou court-courrier (moins de 2000 nm).

### Équipements des aéroports
L’horizon de commercialisation de l’aviation électrique et hybride est de court terme (à partir de 2023-2024 pour l’aviation générale et entre 2025-2030 pour l’aviation régionale). Les aéroports doivent dès à présent intégrer ces nouveaux besoins dans la planification de leurs infrastructures (électrification, surfaces) et leurs investissements. Le déploiement de l’hydrogène dans les aéroports, sous ses formes gazeuses et liquides, va aussi entraîner une toute nouvelle organisation de la chaîne de valeur et des adaptations organisationnelles et d’infrastructures sur les aéroports,. Un protocole d’accord pour le développement des infrastructures dédiés à l’approvisionnement en hydrogène liquide dans les aéroports à l’horizon 2035 est signé le 21 juin 2021 entre Air Liquide, Airbus et le groupe ADP.

### Dispositifs de compensation
En parallèle des efforts technologiques, financiers et organisationnels visant à se décarboner, les acteurs français du secteur de l’aérien ont, de longue date, investi dans la compensation de leurs émissions pour viser une neutralité carbone de leurs activités (« net zéro carbone ») par la compensation des émissions, au travers notamment de deux dispositifs.
Le dispositif CORSIA, adopté le 6 octobre 2016 par la 39e assemblée de l'Organisation de l'aviation civile internationale (OACI), est un régime mondial de mesures basées sur le marché destiné à compenser la fraction des émissions de CO2 des vols internationaux excédant leur niveau de 2020. Il oblige les exploitants d'avions assujettis à acheter des crédits carbone. Le prix de la tonne de CO2 compensée via le dispositif Corsia a été estimé à 5€ en 2025 augmentant progressivement jusqu’à 40€ en 2050.
Parallèlement, il existe un dispositif français de compensation des émissions des vols domestiques, prévu par la loi « Climat et Résilience » d’août 2021 (Article 147) et entré en vigueur par un décret d’avril 2022,. Ce dispositif coûtera environ 45M€ aux compagnies aériennes assujetties (cette estimation part de l’hypothèse que les vols outre-mer ne sont pas assujettis).

## Mesures dans le transport ferroviaire
La stratégie pour le ferroviaire est pensée à travers la stratégie nationale pour le développement du fret ferroviaire et un plan de transports annoncé, mais avec peu de mesures favorisant le report modal. La stratégie pour le fret ferroviaire, issue de la loi d’Orientation des Mobilités, est opérationnelle et articulée avec la stratégie nationale logistique. Elle consacre une partie de ses actions à la transition écologique avec des objectifs de report modal, mais avec peu de mesures incitatives ou réglementaires favorisant l’attractivité du train. Le plan sur le transport ferroviaire annoncé le 24 février 2023 prévoit un investissement 
de 100 Mrd€, dont une partie sera financée par l’État.

### Frêt ferroviaire
La stratégie nationale du fret ferroviaire, publiée en septembre 2021 et approuvée par décret en mars 2022, affiche son ambition de doubler la part du fret entre 2021 et 2030, tout en soulevant la question de la pérennité des engagements en matière d’investissements. Cette stratégie se décline selon cinq axes :
- la décarbonation du transport de marchandises, par le passage à des motorisations électriques ou par le recours aux carburants alternatifs fortement décarbonés (en analyse du cycle de vie) ;
- l’amélioration de la performance énergétique des véhicules ;
- la maîtrise de la croissance de la demande à la faveur du développement de l’économie circulaire et des circuits courts ;
- le report modal vers les modes les plus économes en énergie et les moins émetteurs ;
- L’optimisation de l’utilisation des véhicules.

### Recherche et développement: AMI «Digitalisation et décarbonation du transport ferroviaire»
Un appel à manifestations d'intérêts (AMI), s’inscrivant dans le cadre du soutien à l’innovation du plan de relance et, plus spécifiquement, dans le cadre des investissements dirigés du quatrième Programme d’investissements d’avenir, est lancé en 2021. Il couvre les secteurs suivants : trains légers pour la desserte fine des territoires, réseau ferroviaire digitalisé 4.0 / ERTMS niveau 3 et automatisation du frêt ferroviaire.

## Mesures de sobriété énergétique
Un plan de sobriété énergétique est publié par le gouvernement le 6 octobre 2022. Les actions identifiées représentent un potentiel de réduction de consommation de l’ordre de 50 TWh. Concernant le secteur des transports, les mesures phares sont les suivantes, :
- Favoriser le covoiturage grâce à un bonus pour tout nouveau covoitureur qui s’inscrit sur une plateforme.
- Prendre le train plutôt que l’avion pour les trajets professionnels de moins de 4 heures.
- Prendre le train et les transports en commun plutôt que la voiture, lorsque cela est possible.

L'État lui-même se veut être exemplaire :
- Inciter au télétravail pour réduire la consommation de carburant notamment : Afin d’aider les agents à faire face à l’augmentation des prix de l’énergie, ils bénéficieront d’une augmentation de l’indemnité forfaitaire de télétravail à hauteur de 15 % afin de couvrir l’augmentation des prix de l’énergie à partir de début 2023.
- Au-delà, certains services de l’État expérimenteront le télétravail en fermant les bâtiments pour mesurer précisément les économies réelles de chauffage. Ce sera le cas des ministères de la Transition écologique et de la Cohésion des territoires et

de la Transition énergétique, avec l’extinction de quatre sites franciliens – Saint-Germain, hôtel de Roquelaure, Grande Arche et tour Séquoia – pour une période de 4 jours, du 29 octobre au 1er novembre inclus.
- Limiter la vitesse à 110 km/h sur l’autoroute pour les agents employant leur véhicule de service lors de trajets professionnels non urgents. Cette mesure permet un gain de 20% de carburant. Il s’agit seulement de quelques minutes supplémentaires par trajet, inclus dans le temps de travail.

## Chronologie législative

### Loi relative à la transition énergétique pour la croissance verte (2015)
La loi relative à la transition énergétique pour la croissance verte (LTECV), publiée le 18 août 2015, ainsi que les plans d’action qui l’accompagnent, visent à permettre à la France de contribuer plus efficacement à la lutte contre le dérèglement climatique et à la préservation de l’environnement. La Stratégie nationale bas carbone (SNBC), prévue par l’article 173, constitue la feuille de route pour permettre à la France d’atteindre ses objectifs de réduction des émissions de GES. Dans le secteur des transports, un des objectifs affichés est le développement des transports propres, notamment en fixant un objectif de 7 millions de points de recharge pour les voitures électriques en 2030, en imposant le renouvellement des flottes publiques par une proportion minimale de véhicules à faibles émissions, ou en permettant des mesures de restriction de la circulation dans les zones affectées par une mauvaise qualité de l’air.

### Loi d'orientation des mobilités (2019)
La loi d'orientation des mobilités du 24 décembre 2019, dite LOM, vise à réformer en profondeur le cadre général des politiques publiques de mobilités en France pour améliorer concrètement la mobilité au quotidien, de tous les citoyens et dans tous les territoires, grâce à des solutions de transports plus efficaces, moins émetteurs et plus accessibles. Les mesures prévues par la LOM s'organisent autour de trois axes : investissements dans les transports du quotidien, encouragement du déploiement de nouvelles solutions de déplacement et transition vers une mobilité propre,. Le projet de loi d’orientation des mobilités, examiné par l'Assemblée en juin 2019, est jugé « très insuffisant » pour les ONG environnementales. Le Réseau Action Climat (RAC) demande notamment la fin de la vente des voitures thermiques dès 2030, une taxe sur les vols. Les membres du RAC rappellent que le gouvernement a maintenu une dizaine de projets autoroutiers ou de contournement à Rouen, Toulouse ou Strasbourg qui entrent en contradiction avec l’objectif de réduction des émissions de gaz à effets de serre.
Décrets : https://www.ecologie.gouv.fr/decrets-dapplication-loi-dorientation-des-mobilites-lom

#### Investissements dans les transports du quotidien
- Un budget de 13,4 Md€ d’investissements de l'État est prévu dans les transports en cinq ans (2017-2022) ;
- hausse des moyens pour l’entretien des réseaux existants, investissement dans un plan RER pour les métropoles, désenclavement des territoires ruraux ;
- Les 3/4 des investissements sur la période 2017-2022 seraient consacrés au mode ferroviaire.

#### Encouragement du déploiement de nouvelles solutions de déplacement
- un forfait mobilités durables, jusqu’à 400 €/an, pour aller au travail en vélo ou en covoiturage ;
- un plan pour développer le covoiturage ;
- un plan vélo pour tripler sa part dans les déplacements d'ici 2024, en la faisant passer de 2,7 % en 2018 à 9 % en 2024 (ce plan a été présenté le 14 septembre 2018).

#### Transition vers une mobilité propre
- la mise en place de zones à faibles émissions,
- l’objectif de multiplier par 5 entre 2018 et 2022 des points de recharge publics pour les véhicules électriques ;
- l'obligation, entre 2018 et 2025, de prééquiper de bornes de recharge électrique dans tous les parkings de plus de 10 places neufs ou rénovés ;
- l'obligation, entre 2018 et 2025, d'équiper tous les parkings de plus de 20 places des bâtiments non résidentiels (bâtiments tertiaires donc).

### Programmation pluriannuelle de l'énergie (2020)
La deuxième programmation pluriannuelle de l'énergie (PPE-2), portant sur la période 2019-2028, a été formellement adoptée par le décret  du 21 avril 2020. Ce décret a fixé également les objectifs stratégiques dans le domaine de l'énergie. Prévue par la loi sur la transition énergétique (article 176), la PPE est un outil de planification et de pilotage de la politique énergétique nationale qui définit les priorités d’actions des pouvoirs publics, des mesures opérationnelles et les objectifs spécifiques à mettre en œuvre couvrant deux périodes successives de cinq ans et visant toutes les énergies, afin d’atteindre les objectifs nationaux en matière de climat-énergie préalablement fixés par la LTE (article 1er, modifié par la loi n°2019-1147 du 8 novembre 2019 sur l'énergie et le climat). La PPE est une étape clé pour mettre en œuvre la trajectoire définie par la stratégie nationale bas-carbone (SNBC). La PPE doit donc être compatible avec les objectifs et les budgets carbone de la SNBC. Elles se basent ainsi sur le même scénario énergétique.

### Plan de relance (2020)
Citepa – Rapport Secten 2023 - page 78
Le 3 septembre 2020, le Gouvernement annonce un plan de relance exceptionnel de 100 milliards d’euros, baptisé « France relance », pour faire face aux conséquences économiques et sociales de la crise sanitaire du Covid-19. Une enveloppe totale de 11 milliards d’euros est consacrée au secteur des transports, dont 4,7 Md€ au ferroviaire (redéveloppement du fret, des petites lignes et des trains de nuit) et aux transports du quotidien (plan vélo, transports en commun). Font également partie du plan :
- le soutien à la recherche pour le développement d’avions à hydrogène (comme annoncé dans le plan de soutien à la filière aéronautique française présenté par le Gouvernement le 9 juin 2020) ;
- la conversion des véhicules les plus émetteurs ; l’installation de bornes électriques (pour atteindre 100 000 bornes fin 2021) ; la création de voies réservées au covoiturage ;
- le transport fluvial (375 M€ : rénovation de canaux et ports, électrification à quai).

### Loi climat et résilience (2021)
La Loi climat et résilience, du 22 août 2021, est issue de la Convention citoyenne pour le climat. Dans le domaine des déplacements, la loi prévoit la création d’ici 2024 de zones à faibles émissions (ZFE) dans les agglomérations de plus de 150 000 habitants (les voitures les plus anciennes y seront interdites), l’extension de la prime à la conversion au vélo à assistance électrique, l’interdiction des vols intérieurs lorsqu’une alternative en train de moins de deux heures trente existe, la fin en 2030 de la vente des voitures neuves les plus polluantes (qui émettent plus de 95 grammes de dioxyde de carbone par kilomètre) et l’intégration d’un enseignement à l’écoconduite dans la formation des chauffeurs routiers.